# LOMO

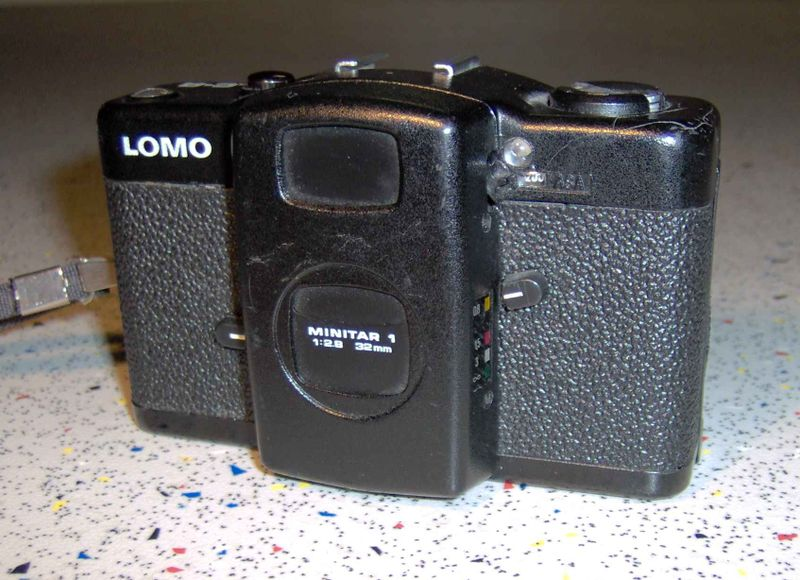
Câmara LOMO modelo LC-A de 1988.

LOMO ou Leningradskoye Optiko Mechanichesckoye Obyedinenie (União de Óptica Mecânica de Leningrado) é uma empresa fabricante de equipamentos ópticos em São Petersburgo, Rússia. Atualmente, as câmaras LOMO são objetos de culto. Originaram uma comunidade internacional de seguidores, a Sociedade Lomográfica Internacional.

## Histórico
A fábrica iniciou a sua produção em 1914 e chegou a ser maior empresa óptica da União Soviética. As primeiras câmaras da marca surgiram no ano de 1930. As lentes são de plástico e produzem efeitos artísticos. As antigas talvez tivessem lentes melhores, mas longe de serem as melhores lentes do mundo. Na Rússia, a organização foi legalmente liquidada em 2019.